# Ivo Fencl
Ivo Fencl (* 16. dubna 1964 Plzeň ) je český spisovatel, člen Obce spisovatelů České republiky, Unie spisovatelů, Střediska západočeských spisovatelů, České společnosti Sherlocka Holmese a Sdružení přátel Jaroslava Foglara.

## Život
Od svých deseti let do vstupu na gymnázium napsal a nakreslil mj. 116 čísel časopisu Rodina, deset dílů "edice Dobrodružství" a šest románů o Mgvě, Tiché smrti pralesa, reálné záhadě kryptozoologie. Jistý výtvarný talent u něj rozvíjeli na LŠU a střední škole pedagogové Topinka, Veselák, Krausová-Hankerová a Losenický. Pro rockové kapely Infarkt a Závislost psal texty, o hudbě i pro časopis Fireball Viktora Steinbacha. V osmdesátých letech založil a vedl amatérský Fanklub Františka Ringo Čecha. Studoval ČVUT (1982–85) a PF Univerzity Karlovy (nedokončeno). Pracoval mj. jako učitel, geodet, zaměstnanec vlakové pošty a firmy Kuvert. Má syna Filipa, jeho partnerka zemřela. Debutoval roku 1993 a vedle esejů a povídek realizoval i řadu rozhovorů, hlavně s výtvarníky a spisovateli a také pro publikaci Smíš zůstat dětem, která zůstala v rukopise. Roku 2011 byl s asi čtyřiceti osobami nominován na tzv. Plzeňskou ikonu.
Pro Karlovu Univerzitu byl spoluautorem knihy Rozhovory o interview (2009). Pro Masarykovu univerzitu publikace Edgar Allan Poe (2009). Vedle otce Iva Václava Fencla vnímá jako rádce Borise Jachnina, Jiřího Navrátila, Josefa Hrubého, Vladimíra Novotného, Viktora Viktoru a podle svého vyjádření pomyslně i Raye Bradburyho.
Napsal pokračování románu Jiřího Navrátila Kamilův život po matčině smrti (Ranní sny). V rozhlase na stanici Vltava i jinde (Plzeň, České Budějovice) vytvořili Miroslav Buriánek, Alena Zemančíková a další podle jeho děl tři seriály (adaptace povídek i sekvencí z románů, mj. románu Smíš zůstat mrtev). Na internetu jsou dostupné jeho publikace Ivana z Macháčkovy ulice odmítá Brada Pitta (2004), Robinson v šumu příboje (2005) a Stvoření z jeskyně a jiné povídky (2005). Pro Tvar (asi 150 příspěvků) spolupsal Patvar a Stevensonovu biografii, pro deník Neviditelný pes realizoval přes tisíc příspěvků. Psal pro Literární noviny, Hosta (spíše výjimečně), Plz. literární život včetně Listů Ason-klubu (asi 600 příspěvků), celostátní Krajské listy, přílohu LUK, Hospodářské, Lidové a Pozitivní noviny, Čítárny, Centrum detektivky, Webmagazín Rozhledna, Knihovničku Čtyřlístek či Bohouška. Uveřejnil k tisícovce článků v papírových časopisech a tisku a poskytl na sedmdesát rozhovorů. Tvůrce pořadů o Daniilu Charmsovi, Kozmovi Prutkovovi, Jerzy Wittlinovi či Paulu Johnsonovi. Formou Románů zdarma uveřejnil autobiografickou prózu o lásce Haraš a divadelní adaptaci Wolf tu bednu zatluče podle známé pasáže z Pulp Fiction. Společnost Pine Tree Enterprises vydává jeho knihy na Slovensku, kde rovněž spolupracuje s magazínem Ilegalit.
Roku 2013 vytvořil pro internetový magazín Dobrá adresa parafrázi stejnojmenné povídky Richarda Mathesona Duel, ve které je cyklista ostrakizován záhadnou cyklistkou. Věrnou parafrází klasického dobrodružství námořníka Pepka je Jeden milion dolarů tomu, kdo přepere barmanku Joriku (rovněž Dobrá adresa), kde miliardáře Mačkala nahradil miliardář Kellner. V září 2019 zveřejnilo dvojčíslo Dobré adresy (7–8) celkem 24 jednostránkových dílů Fenclovy komiksové parodie Jožo z Marsu aneb Zakletá Zuzů. Pro Psí knížku parafrázoval i Herbertův román Fluke.
Podle vlastního tvrzení Fencl nepsal na klávesnici nikdy jinak, než bříškem pravého ukazováku, byť rychle, jak se to naučil v dětství. V pubertě přešel z psacího písma na hůlkové, prý pod vlivem filmu Dotek medúzy, kde tak píše hrdina. S výjimkou Rakouska navštívil všechny okolní státy (Polsko a Slovensko vícekrát) a také Maďarsko, ale jinak odmítá jezdit do zahraničí. Fencl moderuje cyklus Záhady a záhadologové (hosty Pavel Toufar, dvakrát Otomar Dvořák, Arnošt Vašíček, dvakrát Stanislav Motl, egyptolog Miroslav Bárta, oceánolog Zdeněk Kukal, grafoložka Helena Baková, lékařka Zdeňka Ulčová-Gallová, etnolog Petr Janeček, Pavel Kroupa, genealožka Jana Kopečková, hledač pokladů Milan Z. Kučera, astrolog Jiří Kubík); pro cyklus Řeknu ti, co čtu připravil pořady o Foglarovi, Součkovi, Neffovi, Clarkovi či Bradburym. Řadu pořadů připravil pro Studijní a vědeckou knihovnu Plzeňského kraje.
Jeho strýcem je spisovatel Jiří Fencl, autor odborných knih.